# Dolný Kalník
Dolný Kalník (hongrois : Alsókálnok) est un village de Slovaquie situé dans la région de Žilina.

## Histoire
La première mention écrite du village date de 1355.

## Démographie

### Évolution de la population
| Année:               | 1994. | 2004.   | 2014.     | 2024.     |
| -------------------- | ----- | ------- | --------- | --------- |
| Nombre de personnes: | 46    | 42      | 179       | 367       |
| Différence:          |       | -8,69 % | +326,19 % | +105,02 % |

| Année:               | 2023. | 2024.   |
| -------------------- | ----- | ------- |
| Nombre de personnes: | 366   | 367     |
| Différence:          |       | +0,27 % |